# Evropská silnice E011
Evropská silnice E011 je mezinárodní silniční trasa třídy B, která začíná v Kazachstánu a končí v Kyrgyzstánu. Vede mezi městy Kokpek a Tyup. Její celková délka je 187 km.

## Trasa
Kazachstán
- Kokpek – Kegen

 Kyrgyzstán
- Tyup